# Трухов, Андрей Игнатьевич
Андрей Игнатьевич Трухов (1921—1994) — старший лейтенант Советской Армии, участник Великой Отечественной войны, Герой Советского Союза (1945).

## Биография
Андрей Трухов родился 22 июня 1921 года в деревне Суборово (ныне — Руднянский район Смоленской области). С 1932 года проживал в Красноярском крае, после окончания семи классов школы работал в совхозе. В 1936—1939 годах учился в Иркутском финансово-экономическом техникуме, параллельно занимался в аэроклубе. В 1939 году Трухов был призван на службу в Рабоче-крестьянскую Красную Армию. В 1941 году он окончил Чкаловское военное авиационное училище лётчиков. С августа 1942 года — на фронтах Великой Отечественной войны. В 1944 году окончил Высшую офицерскую школу ВВС.
К апрелю 1945 года лейтенант Андрей Трухов командовал звеном 103-го штурмового авиаполка 230-й штурмовой авиадивизии 4-й воздушной армии 2-го Белорусского фронта. К тому времени он совершил 152 боевых вылета на штурмовку скоплений боевой техники и живой силы противника, нанеся ему большие потери.
Указом Президиума Верховного Совета СССР от 18 августа 1945 года за «отвагу и личный героизм, проявленные при нанесении штурмовых ударов по противнику» лейтенант Андрей Трухов был удостоен высокого звания Героя Советского Союза с вручением ордена Ленина и медали «Золотая Звезда» за номером 8694.
В 1946 году в звании старшего лейтенанта Трухов был уволен в запас. Проживал и работал в Витебске. Умер 19 февраля 1994 года.
Был также награждён двумя орденами Красного Знамени, двумя орденами Отечественной войны 1-й степени, орденом Отечественной войны 2-й степени и рядом медалей.